# Лайне, Юлия Анатольевна
Юлия Анатольевна Лайне (5 апреля 1992) — российская футболистка, защитница и полузащитница клуба Уфа.

## Биография
В юниорском возрасте занималась в Училище олимпийского резерва г. Звенигорода и выступала в первом дивизионе за команды училища — «УОР-Россиянка» (Звенигород) и «Вятич-УОР» (Узуново). В 2010 году выступала за звенигородский клуб, переименованный в «УОР-Звезда», в высшей лиге. Дебютный матч сыграла 17 апреля 2010 года против клуба «Рязань-ВДВ», заменив на 55-й минуте Елену Матюшину. Всего за сезон приняла участие в 12 матчах высшей лиги, во всех выходила на замены.
С 2011 года играла за уфимский клуб «Агидель», позже переименованный в «Уфу». С начала 2010-х годов является капитаном команды, позднее также стала играющим тренером. Неоднократная победительница зонального турнира первого дивизиона. Признавалась лучшим игроком своего клуба в финальном турнире первого дивизиона, лучшим защитником турнира. В одном из матчей Кубка России, в 2018 году против кировского «Динамо-ВятСШОР» (9:2) забила 5 голов.
Одновременно работала тренером с детскими командами в Уфе («Агидель», «Виктория», «Уфа»), приводила их к победам в турнирах регионального уровня.